# 薩姆納冰川
薩姆納冰川（英語：Sumner Glacier），是南極洲的冰川，位於葛拉漢地的鮑曼海岸，最終在索勒斯山以西注入韋爾豪澤冰川下游，英國研究隊在1947年8月把該山峰繪入地圖，現時由南極條約體系管理。